# Медаль за кампанію в Косові (США)
Меда́ль за кампа́нію в Ко́сові (США) (англ. Kosovo Campaign Medal) — військова нагорода США, яка була запроваджена президентом США Біллом Клінтоном у 2000 році.
Медаллю нагороджуються військовослужбовці Збройних сил США, хто виконував службові обов'язки в ході ведення кампанії у Косові. Для нагородження існують такі критерії: безперервна військова служба протягом щонайменше 30 діб або не менш 60 діб з перервами в однієї з військових кампаній з 1999 року.